# Affaire Mamodtaky
L'affaire Mamodtaky appelée également Tuerie de Fénoarivo est un fait divers qui s'est déroulé le 22 avril 2001 à Fénoarivo dans la banlieue de Antananarivo à Madagascar.

## Les faits
Lors d'une fête réunissant la famille Remtoula, membre de la communauté indo-pakistanaise de Madagascar, un commando de trois hommes lourdement armés tue 5 personnes dont 2 adolescents et en blesse grièvement 4 autres.

## Chronique judiciaire
- En juillet 2001, Babar Ali alias Khizar Abbas Khan, beau-frère de Mamodtaky, s’accuse des meurtres. Malade, il décède en maison d'arrêt à Madagascar.

- Septembre 2002 : à la suite de ces aveux, Mamodtaky bénéficie d’un non-lieu de la part de la justice malgache. Il revient à Madagascar en octobre 2002, mais est ensuite expulsé.

- En octobre 2003, Anita Remtoula, épouse de Mamodtaky et qui a survécu à la tuerie porte plainte auprès de la justice française. La police française reprend l’enquête.

- En novembre 2004 : Babar Ali, officiellement mort, réapparaît à Garges-lès-Gonesse, en région parisienne. Il est interpellé et est ramené à la Réunion[1] où il est mis en examen et écroué.

- février 2005 : Mamodtaky vit à nouveau à Madagascar dans la clandestinité. Il est finalement interpellé le 4 avril 2005 pour entrée illégale sur le territoire.

- Le 2 juillet 2005 il est extradé vers Paris, est transféré à La Réunion où il est mis en examen et écroué.

- En août 2006 : Fajilakhatoune Mamodtaky, sœur de Mamodtaky et son premier mari, Rishad Asgaraly sont extradés vers la Réunion et mis en examen pour complicité.

- En mars 2007, c'est au tour de Jean-François Crozet d'être interpellé. Il est mis en examen et écroué pour complicité d’assassinat.

- En mars 2008 : Fazilakahtoune et Rishad Asgaraly bénéficient d’un non-lieu[2].
- Le 24 février 2009, lors du procès le président de la cour d'assises annonce l'annulation du procès et la libération des quatre accusés à la suite d'une demande des avocats, maîtres Gilbert Collard et Éric Dupond-Moretti
[3].
- 11 juin 2009 : La Cour de cassation annule l'arrêt de la cour d'appel[4]. Mamodtaky sera à nouveau jugé à la cour d'assises de Paris.
- Le 24 août 2009, la famille Remtoula adresse une lettre au Président de la République pour lui demander son intervention afin que les quatre ex-accusés soient interpellés[5].

- Le 15 septembre 2009, Mamodtaky est à nouveau arrêté à Madagascar.
- En mars 2010, Mamodtaky est extradé en France
- En 2010, Mamodtaky est condamné à la prison à vie par la cour d'assises de Paris
- Le 15 février 2013, La cour d'assises du Val de Marne ramène, en appel la peine de Mamodtaky à 28 ans de prison dont 15 ans avec sûreté.
- En mai 2014, la cour de cassation rejette le pourvoi, la condamnation de Mamodtaky à 28 ans de prison ferme est définitive[6].
- Une requête devant la Cour européenne des droits de l'homme est déposée en mai 2014[7].
- le 30 mars 2017, devant la Chambre d'application des peines de Paris, il avoue être le commanditaire du massacre. Libérable en 2021, il espère ainsi une réduction de peine (Le Journal de l'Ile de la Réunion, 31 mars 2017)